# Murnell’s Dolmen

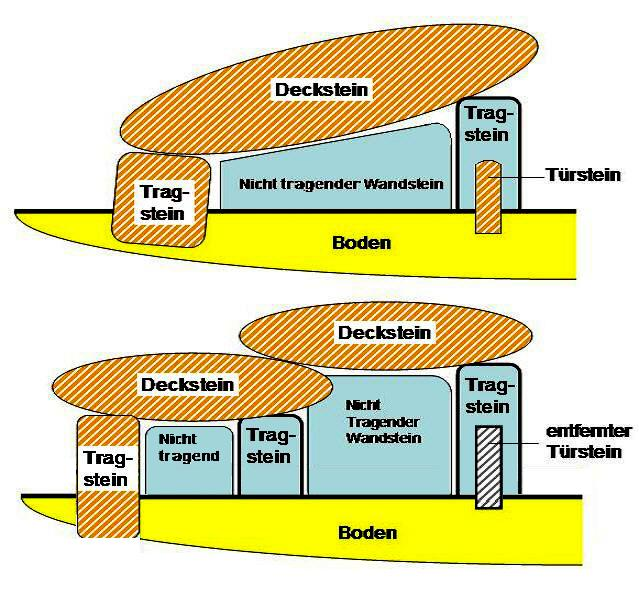
Murnell entspricht etwa dem unteren Bild

Murnell’s Dolmen (auch Dermot and Grania’s Bed genannt) ist ein halb überwachsenes Portal Tomb hinter einem Bauernhaus und einer Scheune im Townland Murnells, nördlich von Pomeroy, westlich von Cookstown im County Tyrone in Nordirland. Als Portal Tombs werden in Irland und auf den Britischen Inseln Megalithanlagen bezeichnet, bei denen zwei gleich hohe, aufrecht stehende Steine mit einem Türstein dazwischen, die Vorderseite einer Kammer bilden, die mit einem zum Teil gewaltigen Deckstein bedeckt ist.
Die Steine des Portal Tombs sind komplett. Die Form weicht etwas vom Standard ab. Die rückwärtige Unterseite des vorderen Decksteins ruht auf einem sekundären Deckstein, der wiederum auf dem kleinen Endstein ruht. Der größere Deckstein hat an seiner Spitze eine natürliche Eintiefung. Die Wände und Portalsteine der Kammer bestehen aus einem rötlichen, quarzhaltigen Gestein. Die beiden Decksteine sind aus grauem Granit. Der umgebende Torf reicht bis zur halben Kammerhöhe. Ein großer Teil des Cairns bleibt unter Gras verborgen.
An der Südwand der Kammer befindet sich eine Gruppe von Steinen, die zu einer Nebenkammer gehören könnten, während die Reste eines separaten runden Cairns in der Nähe liegen. In der Nähe steht auch ein Menhirpaar.